# Sinđel
SINĐEL (grč.: sin /sa/ + kellion /ćelija/), "onaj koji je zajedno s kim u ćeliji". Prvobitno: monah (s višom bogoslovnom spremom) koga je sa sobom dovodio novoizabrani episkop, s kojim je, i kao episkop, provodio manastirski život; tajni savjetnik episkopov, "vladičin tajnik". Viši monaški čin u pravoslavnoj crkvi koji odgovara prezviteru. Kao titula školovanih monaha riječ je uzeta za muško ime (Sinđel), od koga je izvedeno i žensko (Sinđelija) te prezime Sinđelić (Stevan Sinđelić). Usp. protosinđel.